# 2016年の中華人民共和国
2016年の中華人民共和国 （2016ねんのちゅうかじんみんきょうわこく）では、2016年の中華人民共和国に関する出来事について記述する。

## 最高指導者等
- 中国共産党中央委員会総書記（最高指導者）
  - 第5代: 習近平 （2012年11月15日 - ）
- 国家主席
  - 第7代: 習近平 （2013年3月14日 - ）
- 国務院総理
  - 第7代: 李克強 （2013年3月15日 - ）
- 全人代常務委員会委員長
  - 第9代: 張徳江 （2013年3月14日 - 2018年3月17日）
- 全国政治協商会議主席
  - 第8代: 兪正声 （2013年3月11日 - 2018年3月14日）

## できごと

### 1月
- 1月1日 - 1979年に導入された一人っ子政策が完全に廃止され、この日以降に誕生した第2子に戸籍が与えられるようになった[1]。
- 1月2日 - 南沙諸島（中越比が領有権を主張）の人工島で航空機の試験飛行を行った[2]。
- 1月4日 - 上海証券取引所でサーキットブレーカー制度が導入されたが、初日に制度が発動し、取引停止となった。年明け最初の営業日の下げ幅として過去最大となった。
- 1月5日 - 寧夏回族自治区の銀川市で、走行中の路線バスから出火し、乗客17人が死亡・32人が重軽傷を負った。警察当局は、バスを放火した疑いが強まったとして、同自治区内に住む男を容疑者と特定し行方を追っていたが、男は同日中に身柄を拘束された[3]。
- 1月7日 - 上海証券取引所で株価が急落し、サーキットブレーカーが再び発動された。翌日からサーキットブレーカーの運用が停止された。
- 1月28日 - 前月20日に広東省深圳市の工業団地で発生した土砂崩落による死者が73人になったと地元政府が発表[4]。（2015年深圳土砂崩事故）
- 1月29日 - 上記の事故で行方不明となっていた4人が36日ぶりに救出された（13人は現在も行方不明）[5]。

### 2月
- 2月2日 - 韓国軍合同参謀本部が「（前月）31日に中国軍機が韓国の防空識別圏を侵犯した」と発表。これに対し中国国防部は「事実ではない」と否定した[6]。
- 2月4日
  - この日から8日にかけて、海軍の軍艦が千葉県の房総半島南東沖に位置する接続水域の外側を数回往復航行した。防衛省は「特異な動き」としている[7]。
  - 前年に本土で失踪した香港の出版社の関係者3人について、公安部が拘束していることを香港の警察が明らかにした[8]。
- 2月8日 - 翌日未明にかけて、香港・九龍地区の繁華街「旺角」で急進民主派が組織したデモ隊と警官隊の大規模な衝突が発生。デモ隊は警官隊に投石を繰り返し、道路に積み上げたごみなどに放火し、40人以上の警官らが負傷、デモ参加者も多数負傷し、デモ参加者24人が逮捕された[9]。
- 2月28日 - 香港にて2016年立法会新界東選挙区補欠選挙（中国語版）が行われ、民主派が推した公民党の楊岳橋が当選した[10]。
  - 民主派、親中派以外、中道政治と香港の独自性、反中国を主張する「本土派」も立候補を擁立し、立候補人数は7人に登った。結果は、民主派が推した公民党の楊岳橋が16万票で（総投票数の37%）当選し[10]、第二位の親中派立候補、民建聯の周浩鼎と約1万票の僅差で勝利。
  - その一方、2016年香港モンコック騷乱の首謀者として親中派に非難されている、本土派団体「本土民主前線」の立候補梁天琦氏はそのおよそ6万6千票（総投票数の15%）を獲得し、「本土派」は一政治勢力として拡大中と見られる[11]。

### 6月
- 6月9日 - 尖閣沖の接続水域に初めて中国の軍艦が侵入した[12]。
- 6月12日 - 中国・上海市浦東新区にある上海浦東国際空港で爆発事件発生[13]。
- 6月16日 - 香港で拉致され中国本土で8カ月にわたり拘束されていた「銅鑼湾書店」の林栄基店長が香港で記者会見した[14]。
- 6月20日 - スーパーコンピューターの世界ランキングTop500が発表され、中国純製の「神威太湖之光（Sunway TaihuLight）」が初登場でトップに立った。Topの500台中167台が中国製で、ランクインの台数でも米国の165台を抜いてトップだった[15]。

### 7月
- 7月12日 - フィリピンが「中国の主張は国際法違反」と訴えた仲裁裁判の判決[16][17]。（南シナ海判決）

### 9月
- 9月4日 - 香港にて第六回立法会議員総選挙。
  - 7月29日の立候補推薦締め切りまでは、地方選挙区の推薦は89件、職能団体の推薦は65件で、両方に合わせて154件。三つとも立法会設立以来の最高記録。[18]
  - 推薦受付が始まる二日前（7月14日）、選挙管理委員会は立候補に憲法に当たる「基本法」への擁護の理解を望めるという確認書の署名を要求し、世論はこれを港独立を望める本土派に対するの行政手段と見られた。結果は、2月の新界東選挙区補欠選挙で注目となった梁天琦氏を含めた[19][20] 6件の推薦が立候補の香港独立の主張や、確認書の未署名などの理由によって無効とされる。[21] 最終登録された推薦数は148件（直接選挙84）、立候補人数は289人（直接選挙213人）だった。[22]
  - 投票終了とした午後10時30分では、一部の投票所で投票待ちの有権者が列が並んでおり、投票終了は5日午前2時ごろまでずれ込みました。[23] 結局、投票率は58.28%（地方選挙区直接選挙枠）で前回選挙比べ5ポイントを上昇し、過去最高記録だった2004年総選挙の55.64%を上回って最高記録になった。[24][25]
  - 選挙翌日の5日では開票が終了され、親中派は40議席（地方選挙区直接選挙枠16）を獲得した一方、非親中派は30議席（地方選挙区直接選挙枠19）を獲得して、直接選挙枠の半数、全体議席1/3以上になり、議員議案と政府重大議案（政治改革など）の否決権を維持した。
  - 非親中派の30議席のうち、2014年の「雨傘革命」から急進した本土派などの新興の反中勢力が6議席を獲得した。[26]
- 9月4日-5日 - 浙江省杭州市で第11回20か国・地域首脳会合（G20）。中華人民共和国からは習近平習近平国家主席（党総書記）が出席。

### 12月
- 12月25日 - 遼寧が、ルーンヤンIII級ミサイル駆逐艦やジャンカイII級フリゲート艦など5隻とともに艦隊を組んで、宮古島北東約110キロの海域を、太平洋に向けて南東方向に航行した[27]。